# Suzana Amaral
Suzana Amaral (São Paulo, 28 de março de 1932 — São Paulo, 25 de junho de 2020) foi uma cineasta e roteirista brasileira. Ficou conhecida por seu trabalho em A Hora da Estrela, pelo qual venceu dois prêmios no Festival de Berlim. Ela acumulou duas indicações ao Grande Otelo, ambas na categoria de melhor roteiro adaptado, por Uma Vida em Segredo (2001) e Hotel Atlântico (2009).

## Carreira
Suzana Amaral começou a carreira no final da década de 1960 quando, aos 37 anos, já mãe de nove filhos e quase avó, prestou vestibular para o curso de Cinema na Escola de Comunicação e Arte  da USP. Depois de se formar, lecionou na Universidade por três anos e começou a trabalhar na Rádio e Televisão Cultura. Suzana cursou pós-graduação em direção na Universidade de Nova Iorque entre 1976 e 1978.
Filmou mais de 50 documentários de curta-metragem para o extinto programa Câmera Aberta da TV Cultura. Em 1979 foi premiada no Festival de Brasília com o curta Minha Vida, Nossa Luta (melhor filme), obra que serviu de pano de fundo e inspiração para a luta pelas creches da periferia de São Paulo.
Em 1986 a atriz Marcélia Cartaxo, protagonista de seu filme A Hora da Estrela baseado na obra de Clarice Lispector, ganhou o prêmio de melhor atriz no Festival de Berlim.
Filmou o longa-metragem Uma Vida em Segredo em 2001, baseado na obra homônima de Autran Dourado. Fez também o filme Hotel Atlântico (2009), adaptação do romance homônimo de João Gilberto Noll, deu aulas na FAAP e consultoria de roteiros.

## A Hora da Estrela
O primeiro longa-metragem e a obra mais conhecida da cinesta, A Hora da Estrela, foi lançado em 1985. Baseado no romance homônimo de Clarice Lispector, o filme centra-se na vida de uma jovem protagonista problemática, Macabéa, interpretada pela premiada atriz Marcélia Cartaxo, residente em São Paulo.
Segundo a crítica de cinema Nissa Torrents, "o filme quebra muitos estereótipos ao apresentar a protagonista feminina, que não é bonita nem de classe média. Anti-heroína, carente de afeto e respeito, ela vagueia pela vida em busca de uma imagem que possa adotar e adaptar." O filme foi bem recebido em seu lançamento e foi a produção escolhida do Brasil para submissão ao 59º Oscar de Melhor Filme Estrangeiro. Além disso, foi inscrito no 36º Festival Internacional de Cinema de Berlim, onde a atriz Marcélia Cartaxo ganhou o Urso de Prata de Melhor Atriz.
No Festival de Cinema de Brasília de 1985 o filme ganhou o prêmio de melhor filme e Amaral o de melhor diretora. Além disso, o longa também ganhou o prêmio de melhor filme no Festival de Cinema de Havana de 1986. Amaral foi escolhida como melhor diretora no Festival Internacional de Cinema da Mulher de 1986. A Hora da Estrela foi filmado em quatro semanas com um orçamento de US$ 150 mil, 70% dos quais financiados pela Embrafilme.
O sucesso de A Hora da Estrela levou Amaral à notoriedade imediata, embora nenhum de seus outros filmes tenha alcançado tanto sucesso.

## Vida pessoal
Suzana Amaral teve nove filhos, um dos quais nasceu enquanto ela cursava cinema em São Paulo. Ela disse que foi "totalmente dedicada à maternidade por dez anos" antes de decidir que perseguiria seu sonho de fazer filmes. Ela era divorciada. A cineasta era uma ávida seguidora de filmes de Bollywood e dizia querer que os filmes indianos chegassem ao Brasil em grande estilo. Amaral era seguidora do budismo.
Morreu em junho de 2020, de causas não divulgadas. Tinha sofrido um AVC no ano anterior e ficara com a saúde fragilizada.

## Filmografia
| † | Indica um documentário | ‡ | Indica um curta-metragem |

| Ano  | Título                            |  | Cargo             | Notas |
| ---- | --------------------------------- |  | ----------------- | --- |
| 1970 | A Semana de 22 †                  |  | direção           | Curta-metragem documentário sobre a Semana de Arte Moderna de 1922.                                                                  |
| 1971 | Sua Majestade Piolin †            |  | direção           | Curta-metragem documentário sobre o palhaço Piolin.                                                                                  |
| 1980 | Projeto Pensamentos e Linguagem † |  | direção           | Série de 15 filmes, cada um com 15 minutos de duração, como parte de um programa de formação para professores do ensino fundamental. |
| 1985 | A Hora da Estrela                 |  | direção e roteiro | |
| 1992 | Procura-se                        |  | direção           | Minissérie para televisão de Portugal                                                                                                |
| 2001 | Uma Vida em Segredo               |  | direção e roteiro | |
| 2009 | Hotel Atlântico                   |  | direção e roteiro | |
| 2018 | O Caso Morel                      |  |                   | |

Outros
- O Regresso do Homem Que não Gostava de Sair de Casa (1996) — interpretação

## Prêmios e indicações
| Ano  | Prêmio                                     | Categoria                      | Nomeações           | Resultado |
| ---- | ------------------------------------------ | ------------------------------ | ------------------- | --------- |
| 1985 | Festival de Cinema de Brasília             | Melhor Filme                   | A Hora da Estrela   | Venceu    |
| 1985 | Festival de Cinema de Brasília             | Melhor Diretor                 | A Hora da Estrela   | Venceu    |
| 1986 | Festival Internacional de Cinema de Berlim | Urso de Ouro de Melhor Filme   | A Hora da Estrela   | Indicado  |
| 1986 | Festival Internacional de Cinema de Berlim | C.I.C.A.E. Award               | A Hora da Estrela   | Venceu    |
| 1986 | Festival Internacional de Cinema de Berlim | OCIC Award                     | A Hora da Estrela   | Venceu    |
| 1986 | Festival de Cinema de Havana               | Melhor Filme                   | A Hora da Estrela   | Venceu    |
| 1987 | Festival SESC Melhores Filmes              | Melhor Filme (voto da crítica) | A Hora da Estrela   | Venceu    |
| 2002 | Cine Ceará                                 | Melhor Filme                   | Uma Vida em Segredo | Venceu    |
| 2002 | Huelva Latin American Film Festival        | Melhor Direção                 | Uma Vida em Segredo | Venceu    |
| 2002 | Huelva Latin American Film Festival        | Prêmio especial do júri        | Uma Vida em Segredo | Venceu    |
| 2002 | Moscow International Film Festival         | Melhor Filme                   | Uma Vida em Segredo | Indicado  |
| 2003 | Grande Prêmio do Cinema Brasileiro         | Melhor Roteiro Adaptado        | Uma Vida em Segredo | Indicado  |
| 2003 | Festival de Cinema de Cartagena            | Melhor Filme                   | Uma Vida em Segredo | Indicado  |
| 2003 | Festival de Cinema de Cartagena            | Homenagem/ OCLACC Awards       | Uma Vida em Segredo | Venceu    |
| 2003 | Prêmio Guarani de Cinema Brasileiro        | Melhor Roteiro Adaptado        | Uma Vida em Segredo | Indicado  |
| 2010 | Festival de Cinema de Lima                 | Melhor Filme                   | Hotel Atlântico     | Venceu    |
| 2010 | Grande Prêmio do Cinema Brasileiro         | Melhor Roteiro Adaptado        | Hotel Atlântico     | Indicado  |
| 2010 | Prêmio Guarani de Cinema Brasileiro        | Melhor Roteiro Adaptado        | Hotel Atlântico     | Indicado  |